# Liste der Kulturgüter in Flims
Die Liste der Kulturgüter in Flims enthält alle Objekte in der Gemeinde Flims im Kanton Graubünden, die gemäss der Haager Konvention zum Schutz von Kulturgut bei bewaffneten Konflikten, dem Bundesgesetz vom 20. Juni 2014 über den Schutz der Kulturgüter bei bewaffneten Konflikten sowie der Verordnung vom 29. Oktober 2014 über den Schutz der Kulturgüter bei bewaffneten Konflikten unter Schutz stehen.
Objekte der Kategorien A und B sind vollständig in der Liste enthalten, Objekte der Kategorie C fehlen zurzeit (Stand: 13. Oktober 2021).

## Kulturgüter
| Foto |                                                                 | Objekt                                                                           | Kat. | Typ | Standort                               | Beschreibung |
| ---- | --------------------------------------------------------------- | -------------------------------------------------------------------------------- | ---- | --- | -------------------------------------- | ------------ |
| ja   | Datei hochladen · Wikidata zu Schlössli Flims (Q1721017)        | Schlössli, heutiges Gemeindehaus / Schlössli, ussa chasa communala KGS-Nr.: 3016 | A    | G   | Via dil Casti 2 740837 / 188883        |              |
| ja   | Datei hochladen · Wikidata zu Hotel Waldhaus (Flims) (Q1504486) | Parkhotel Waldhaus KGS-Nr.: 3017                                                 | B    | G   | Via Sorts Sura 11 740821 / 187886      |              |
| ja   | Datei hochladen · Wikidata zu Haus Kleinmartin (Q29784722)      | Haus Kleinmartin / Casa Martin pign KGS-Nr.: 10741                               | B    | G   | Fidaz, Via da Fidaz 67 743043 / 189690 |              |